# Романова, Людмила Павловна
Людми́ла Па́вловна Рома́нова (1929—2013) — советский врач-инфекционист, Герой Социалистического Труда (1978).

## Биография
Родилась 13 мая 1929 года в Иваново-Вознесенске в семье врачей. В дальнейшем семья переехала в Красногорск (Московская область). Мать Людмилы, София Николаевна Билюкина, занимала должность в местном отделе здравоохранения.
В 1953 году Людмила окончила 2-й Московский медицинский институт по специальности «лечебное дело». В 1954 году стала работать врачом-инфекционистом в инфекционном отделении Красногорской центральной районной больницы. С 1957 по 1991 год — заведующая отделением. За эти годы отделение и районная инфекционная служба, в работу которых были внедрены прогрессивные методы диагностики и лечения, добились существенного снижения заболеваемости инфекционными болезнями в Красногорском районе, а также детской смертности от менингита. В 1970 году, в связи с успешной работой во время вспышки желудочно-кишечных инфекций в районе, Людмила Павловна Романова была награждена орденом «Знак Почёта».
Будучи внештатным инфекционистом Московской области, она координировала организационно-методическую и консультационную помощь сельским учреждениям здравоохранения, в составе комиссий Минздрава принимала участие в проверках противоэпидемической работы соседних районов и областей.
Указом Президиума Верховного Совета СССР от 23 октября 1978 года за большие заслуги в области охраны здоровья советского народа Романовой Людмиле Павловне было присвоено звание Героя Социалистического Труда с вручением ордена Ленина и золотой медали «Серп и Молот».
Л. П. Романова имела публикации в научных изданиях, выступала с докладами на многих  научно-практических конференциях района и области. В 1983 году она делилась опытом организации медицинской помощи больным менингококковой инфекцией на всесоюзном семинаре «Организация инфекционной службы в СССР». Была членом правления областного и Всероссийского научного общества инфекционистов.
В 1980 и 1983 годах Л. П. Романова избиралась депутатом Московского областного Совета народных депутатов, где работала в постоянной комиссии по здравоохранению. С 1980 года трижды избиралась членом Московского областного совета профессиональных союзов, возглавляла комиссию по социальному страхованию. Неоднократно награждалась правительственными наградами, почётными грамотами.
Умерла в Красногорске 10 января 2013 года на 84-м году жизни.